# 布里斯托尔流浪者足球俱乐部
布里斯托流浪足球會（英語：Bristol Rovers Football Club）是位於英格蘭西南部布里斯托爾的職業足球會。於2015年透過附加賽升班，於降班一季後重返英格蘭足球乙級聯賽作賽。
球隊於1883年成立，由於身穿黑衣而鄰近的欖球隊名為「阿拉伯人」（Arabs），故此命名為「黑色阿拉伯人足球會」（Black Arabs F.C.），於1884年更名為「依士維爾流浪」（Eastville Rovers），期間只進行多場友誼比賽。由於球隊實行職業化而於1897年再次更名為「布里斯托依士維爾流浪」（Bristol Eastville Rovers），最終於翌年（1898年）更名為「布里斯托流浪」（Bristol Rovers），一直沿用至今。
球隊的官方綽號為「海盜」（The Pirates），反映布里斯托爾的航海歷史。而本地人稱球隊為「煤氣」（The Gas）是由於上一個主場「依士維爾球場」位於當地煤氣鼓的傍邊。

## 大事紀年
| 年 份   | 事 項 |
| ------- | --- |
| 1883    | 以「黑色阿拉伯人」（The Black Arabs）名義成立                                                                     |
| 1884    | 更名「依士維爾流浪」（Eastville Rovers）                                                                          |
| 1892-93 | 加入「布里斯托尔及地區聯賽」（Bristol & District League，「西部聯賽」的前身）成為創始成員                         |
| 1895-96 | 「西部聯賽」（Western League）並列亞軍                                                                            |
| 1897    | 更名「布里斯托依士維爾流浪」（Bristol Eastvile Rovers）                                                           |
| 1897-98 | 加入「佰明翰及地區聯賽」（Birmingham & District League），同時參加「西部聯賽」的職業聯賽                          |
| 1898    | 更名「布里斯托流浪」（Bristol Rovers）                                                                            |
| 1899-00 | 加入「南部聯賽」（Southern League）。「西部聯賽」冠軍                                                             |
| 1902-03 | 「西部聯賽」亞軍                                                                                                  |
| 1904-05 | 「南部聯賽」冠軍                                                                                                  |
| 1920-21 | 「南區丙組聯賽」創始成員                                                                                          |
| 1952-53 | 南區丙組聯賽冠軍，升級乙組                                                                                        |
| 1962    | 乙組聯賽排第廿一位，降級丙組                                                                                      |
| 1973-74 | 丙組聯賽亞軍，升級乙組                                                                                            |
| 1981    | 乙組聯賽排第廿二位，降級丙組                                                                                      |
| 1981-82 | 因派未註冊球員出賽被扣2分                                                                                         |
| 1988-89 | 丙組聯賽排第五位，附加賽準決賽兩回合累計5-0擊敗，決賽兩回合累計1-2負於                                            |
| 1989-90 | 丙組聯賽冠軍，升級乙組                                                                                            |
| 1992-93 | 超聯成立，乙組重組為甲組《II》。甲組《II》聯賽排第廿四位，降級乙組《III》                                         |
| 1994-95 | 乙組《III》聯賽排第四位，附加賽準決賽兩回合累計1-1憑作客入球優惠擊敗克魯，溫布萊決賽1-2負於哈德斯菲爾德           |
| 1997-98 | 乙組《III》聯賽排第五位，附加賽第一輪兩回合累計3-4負於                                                            |
| 2001    | 乙組《III》聯賽排第廿一位，降級丙組《IV》                                                                         |
| 2004-05 | 丙組《IV》聯賽更名「英乙」                                                                                        |
| 2006-07 | 聯賽錦標決賽加時2-3負於；英乙排第六位，附加賽準決賽兩回合累計7-4擊敗林肯城，溫布萊決賽3-1擊敗，升級英甲           |
| 2010-11 | 英甲排第廿二位，降班英乙                                                                                          |
| 2013-14 | 英乙排第廿三位，降班全國聯                                                                                        |
| 2014-15 | 全國聯排第二位，附加賽準決賽兩回合累計3-0淘汰格林森林流浪，温布萊決賽1-1，加時無增添紀錄，十二碼5-3擊敗，升班英乙 |
| 2015-16 | 英乙季軍，升班英甲                                                                                                |
| 2020-21 | 英甲排名第廿四位，降班英乙                                                                                        |
| 2021-22 | 英乙季軍，升班英甲                                                                                                |
| 2024-25 | 英甲聯賽排第廿二位，降班英乙聯賽                                                                                  |

## 近況
參見2015年至2016年英格蘭足球乙級聯賽
- 2016年2月19日，從事旅遊和銀行業務的約旦阿尔-卡迪家族（Al-Qadi family）收購球會92%股權[1]。

### 盃賽成績
| 圈數             | 日期           | 主／客   | 對賽球隊 | 紀錄                         |
| 聯 賽 盃         | 聯 賽 盃       | 聯 賽 盃 | 聯 賽 盃 | 聯 賽 盃                     |
| ---------------- | -------------- | -------- | -------- | ---------------------------- |
| 第一圈           | 2015年8月      | 主       | 伯明翰城 | 負1-2 （页面存档备份，存于） |
| 聯 賽 錦 標      |                |          |          |                              |
| 第一圈（南區西） | 輪空           | 輪空     | 輪空     | 輪空                         |
| 第二圈（南區西） | 2015年10月6日  | 主       |          | 勝2-0 （页面存档备份，存于） |
| 半準決賽（南區） | 2015年11月11日 | 客       |          | 負0-1                        |
| 足 總 盃         |                |          |          |                              |
| 第一圈           | 2015年11月8日  | 主       | 切沙姆   | 負0-1 （页面存档备份，存于） |

## 隊色與隊徽
布里斯托流浪以其獨特的藍白四分方格球衣而著名，在球隊成立後的大部分時間亦是穿著這形式的球衣。但當球隊於1883年以「黑色阿拉伯人」為名成立時，是穿著黑色球衣襯以黃色斜間。直到1885年已更名「依士維爾流浪」的球衣為藍白粗橫間，這款式一直維持了14年才於1919年被黑白直間球衣取代。
當布里斯托流浪於1920年加入足球聯盟時，球隊改穿白衫藍褲，直到1930年將顏色倒轉成藍衫白褲，但只採用了一季。1931年首次採用藍白四分方格球衣，據報可令球員看上去更健壯及令人生畏。此後31年球隊一直沿用這款式。於1962年改著白底幼藍間球衣。

1980及90年代的會徽

接下來的10年球隊每兩至三年更換款式，包括藍白直間、全藍衫褲及藍衫白褲，於1973年再回復藍白四分方格球衣，自此球衣一直維持藍白兩色。1996-97年球季球季球隊搞搞新意思，將傳統的藍白四分方格改成藍白間條四分方格，但球迷劣評如潮，謔稱其為特速购購物袋，以其設計類似該大型连锁超级市场的購物袋。
於球隊的成立120週年的2002-03年球季，球隊的作客球衣採用復古設計的黑色球衣襯以黃色斜間。而於2007年的藍白四分方格主場球衣則改用較淺的藍色以對應1930年的球衣顏色。但2007-08年球季再次回復傳統的深藍白四分方格款式。
於2005年布里斯托流浪在官方網站上開了一個愚人节玩笑，宣稱球隊新的作客球衣將會是全粉紅衫褲。雖然只是一場惡作劇，但有部分球迷要求球隊推出這款式球衣，並提議將收益捐贈給當地的乳癌研究，結果在短短兩星期售出550套，籌得超過2,000英鎊。雖然球隊從來沒有穿著該粉紅球衣在正式競賽中亮相，但於2006年季前友誼賽對時曾穿著過一次。
布里斯托流浪球隊及球迷會的徽章上的海盜正正反映球隊「海盜」的綽號。

## 主場球場

### 依士維爾球場

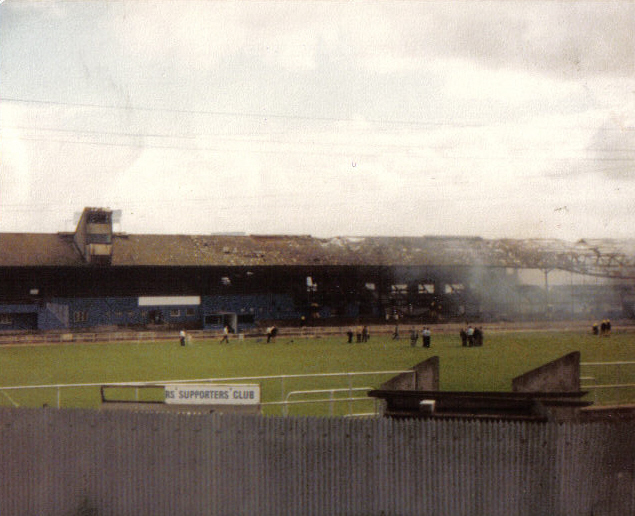
發生火警時的依士維爾球場

在布里斯托流浪悠長的歷史中，依士維爾球場（Eastville Stadium）從1897年到1986年共89個年頭作為球隊的主場球場。
球場位於布里斯托尔北部近郊，後期球場傍邊建立煤氣鼓，在潮濕有霧的天氣，球場內經常佈滿濃烈的煤氣味，被敵對的球迷謔稱球隊為「煤氣」（The Gas）。依士維爾球場的特點是在兩方球門後方各置有一個玫瑰花床，是球場員工的精心傑作。
球隊於1897年球場落成時遷入。1921年球隊以2,500英鎊購入球場。1940年因財務困難以12,000英鎊賣給當地賽狗公司（Bristol Greyhound Company），獲得承諾21年繼續使用球場的租約。1959年北看台落成及增設泛光燈照明。1977年引入泥地摩托車比賽（Motorcycle speedway）。1980年8月17日，南看台發生火警，燒燬行政辦公室及更衣室等設施，球隊迫得將5場比賽搬到敵對的的阿斯顿·加特球场（Ashton Gate）作賽。1986年球隊由於財務問題而被迫離開。依士維爾球場關閉後直到1998年才全面拆卸，興建一座宜家家具大賣場。
此後10年球隊搬到巴斯，借用當地球隊巴斯市的 Twerton Park 球場作為主場，直到1996年才重回布里斯托尔。

### 紀念球場

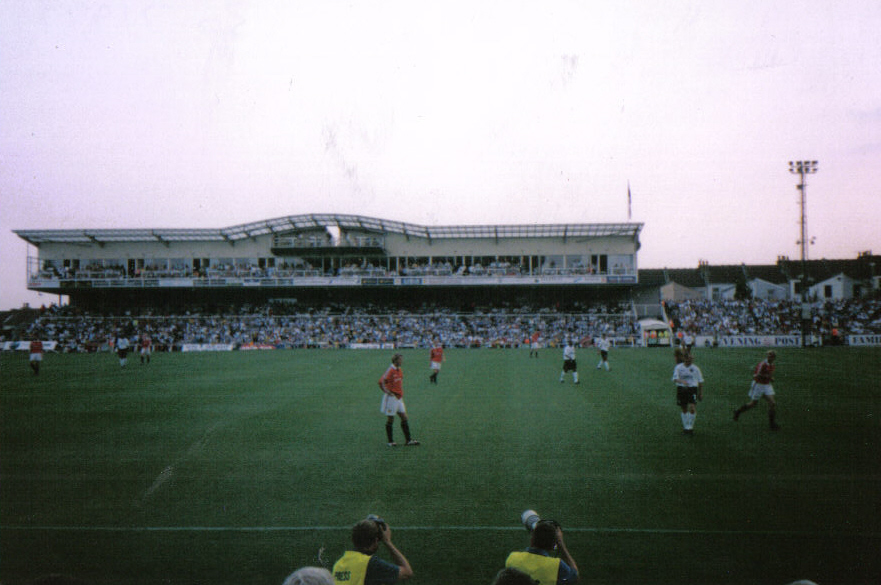
由百年看台觀看紀念球場的草坪

布里斯托流浪現時與布里斯托欖球會（Bristol Rugby Club）共同使用位於荷菲特（Horfield）的紀念球場（The Memorial Stadium，俗稱 The Memorial Ground 或 The Mem）作為主場球場。球場的命名為紀念第一世界大戰被殺的欖球員。布里斯托流浪於1996/97年球季開始時遷入，初時只作為租戶，兩年後反客為主購入成為業主。
紀念球場將於2007年底拆卸重建成一座可容納18,500名觀眾的全坐席運動場，重建計劃於2007年1月17日獲得批准，新球場附設學童宿舍、酒店、便利店及餐廳等。
在重建球場期間，球隊將要再次搬離布里斯托尔，可能借用的郡球場（County Ground）或的華頓路球場（Whaddon Road）作為臨時主場。2008年4月29日未來兩年重建期間，將與共用華頓路球場（Whaddon Road）。

## 敵對球隊
布里斯托流浪主要的敵對球隊是同市的布里斯托爾城，自1922/23年球季開始，兩隊已經對陣超過100場，截止2006/07年球季，布里斯托城以41-28領先，另外有33場和局。而根據2003年12月的一項調查，卡迪夫城及史雲頓分列第二及第三死敵。
布里斯托打吡
| 競賽     | 流浪勝 | 流浪負 | 賽和 | 總數 |
| -------- | ------ | ------ | ---- | ---- |
| 聯賽     | 24     | 34     | 30   | 88   |
| 足總盃   | 2      | 5      | 1    | 8    |
| 聯賽盃   | 1      | 2      | 1    | 4    |
| 聯賽錦標 | 2      | 2      | 1    | 5    |
| 總數     | 29     | 43     | 33   | 105  |

截至：2007年2月27日，資料來源：Head to Head:Bristol Rovers vs Bristol City

## 榮譽
- 英格蘭足球南部聯賽甲組 冠軍: （1）

1904-05年
- 英格蘭足球丙級南部聯賽 冠軍: （1）

1952-53年
- 丙組聯賽 冠軍: （1）

1989-90年
- 沃特尼·曼恩邀请杯: （1）

1972年
- 聯賽錦標，南區 冠軍: （2）

1989-90年、2006-07年

## 著名球星
| 效力年份  | 國籍     | 球員姓名                  | 成就                                        |
| --------- | -------- | ------------------------- | ------------------------------------------- |
| 1983年    | 英格蘭   | 阿倫·波爾                 | 唯一世界盃冠軍成員，在球隊效力至退役。      |
| 1987-89年 | 英格蘭   | 尼祖·馬田                 | 當轉會水晶宮時成為首位百萬英鎊守門員。      |
| 1997-99年 | 牙買加   | 巴里·夏利斯               | 以破球隊紀錄的210萬英鎊轉會。               |
| 2000-03年 | 拉脫維亞 | 維塔利伊斯·阿斯塔夫耶夫斯 | 代表國家最多的球員，共為拉脫維亞出戰129次。 |